# Piezophidion bordoni
Piezophidion bordoni là một loài bọ cánh cứng trong họ Cerambycidae.